# Fædrelandets Forsvar
Fædrelandets Forsvar, eller nøjagtigere Den frivillige Selvbeskatning til Forsvarets Fremme, var navnet på den store forening, der 1884-1892 foretog en indsamling over hele landet for at tilvejebringe midler til udførelse af de faste forsvarsanlæg, Københavns Befæstning, som regeringen Estrup på grund af Rigsdagens modstand hidtil ikke havde formået at udføre, og hvortil der allerede var givet et forbillede ved den »Indsamling til Danmarks Forsvar«, som en kreds af kvinder havde påbegyndt 1882, og som indbragte 80.000 kr, for hvilke der købtes på 8 stkr. 15 cm kanoner, der 1885 afleveredes til kong Christian IX som gave til fædrelandet (de såkaldte "Kvindekanoner"). Disse kanoner blev, med 4 stk i hver,placeret i østre og vestre kvindebatteri i Christiansholmslinien. 
Fædrelandets Forsvar stiftedes af sønderjyden, grosserer Wilhelm Nissen, og efter at den af ham maj 1884 udkastede plan var blevet godkendt af den daværende krigsminister J.J. Bahnson, og kongen havde erklæret sig rede til at modtage de indkommende penge og anvende dem overensstemmende med øjemedet, konstitueredes foreningen med gehejmekonferensråd Ernst Emil Rosenørn som bestyrelsens formand, grosserer Wilhelm Nissen som formand for forretningsudvalget og etatsråd Claus L. Smidt som hovedkasserer. Fra 1886 var general Poul Egede Glahn næstformand. Et andet bestyrelsesmedlem var entreprenøren Niels Andersen, mens Henrik Wulff og Alfred Råvad i perioder var sekretærer for foreningen.
Hele landet organiseredes i kredse, og 28. marts 1885 udsendtes der af 2727 mænd og kvinder, der selv havde tegnet sig for et beløb af ca. 1/4 mio. kr, et opråb til det danske folk om at yde frivillige gaver til Fædrelandets Forsvar, hvilket opråb spredtes i 350.000 eksemplarer over hele landet. Allerede ved årets udgang var der tegnet et beløb af over 750.000 kr., og i alt indsamledes 1.448.725 kr. og 53 øre (i 1920-kroner). 
27. marts 1886 blev det første spadestik til Københavns permanente landbefæstning udført ved Garderhøj tæt ved Jægersborg, umiddelbart derefter forskaffede Selvbeskatningen krigsbestyrelsen uden ekspropriation de arealer, der var nødvendige til udførelsen af oversvømmelsesanlægget på nordfronten, og 15. september 1887 påbegyndte den anlægget af Lyngbyfortet (Gammelmosegaardsfortet).
Garderhøjfortet, som med Krigsministeriets tilladelse opførtes under ledelse af oberst E.J. Sommerfeldt, blev i komplet stand med 9 panserkonstruktioner og alle til et fort hørende anlæg og indretninger overdraget til krigsbestyrelsen 27. august 1892, medens Lyngbyfortet på grund af manglende pengemidler allerede 1889 i ufærdig stand var afleveret til regeringen, som siden 1886 med kraft havde fremmet befæstningssagen og derved påtaget sig løsningen af den opgave, Fædrelandets Forsvar havde stillet sig. For det restbeløb, der ved regnskabets afslutning 1897 endnu var tilbage, købte Fædrelandets Forsvar en på Amager liggende, til et fortifikatorisk anlæg bestemt grund og skænkede den til Krigsministeriet.
Indsamlingen gik trægt efter regeringens igangsætning af byggeriet af befæstningen i 1886 og man nåede derfor langt fra målet om i alt 20 mill. kr.

## Senere udvikling
Forliget mellem Venstre og Højre i 1894 betød, at landbefæstningen ikke måtte udbygges. Dette efterlod nordfronten med et hul i Dyrehaven mellem Fortunfortet og Øresund, hvor fæstningen var sårbar for angreb. Indsamlingsvirksomheden blev derfor genoptaget på egen hånd i slutningen af året 1912 af kaptajn E. Rønning motiveret af frygten for en ny stormagtskrig. I løbet af få måneder blev der indsamlet en halv million kroner, og ved årsskiftet til 1913 gik man til kongen og tilbød ham et fort placeret i Dyrehaven ved Slesvigske Sten. Kongen henviste dog deltagerne til forsvarsminister Klaus Berntsen, som ikke var begejstret for en sådan gave. Folketingsvalget og udbruddet af 1. verdenskrig i 1914 ændrede dog situationen, og gaven blev modtaget af den nye minister P. Munch. Resultatet blev Taarbæk Fort, der stod klart i 1915. Hele landfæstningen blev imidlertid nedlagt allerede i 1920, da verdenskrigen havde vist, at den var forældet.